# Sp Karta Mulya
Sp Karta Mulya is een bestuurslaag in het regentschap Ogan Komering Ulu van de provincie Zuid-Sumatra, Indonesië. Sp Karta Mulya telt 279 inwoners (volkstelling 2010).